# 장마르크 베니 볼로
장마르크 볼로 베니(프랑스어: Jean-Marc Bolou Bénié, 1982년 11월 9일 ~ )는 코트디부아르 출신의 축구 선수이다.

## 클럽 경력
2000년 성남 일화 천마에 입단하여 한 시즌 동안 활약하였다.
당시 등록명은 마르크를 사용하였고 포지션은 미드필더였다.
리그 5경기에 출장하였고 공격포인트는 기록하지 못 하였다.